# Jeleniec
Jeleniec [pronunciación en polaco: /jɛˈlɛɲɛt͡s/] es un pueblo en el distrito administrativo de Gmina Stanin, dentro del condado de Łuków, voivodato de Lublin, en el este de Polonia. Se encuentra a unos 4 kilómetros al este de Stanin, 10 kilómetros suroeste de Łuków, y 72 kilómetros al norte de la capital regional Lublin.
El pueblo tiene una población de 595 habitantes.